# Mikrofilm

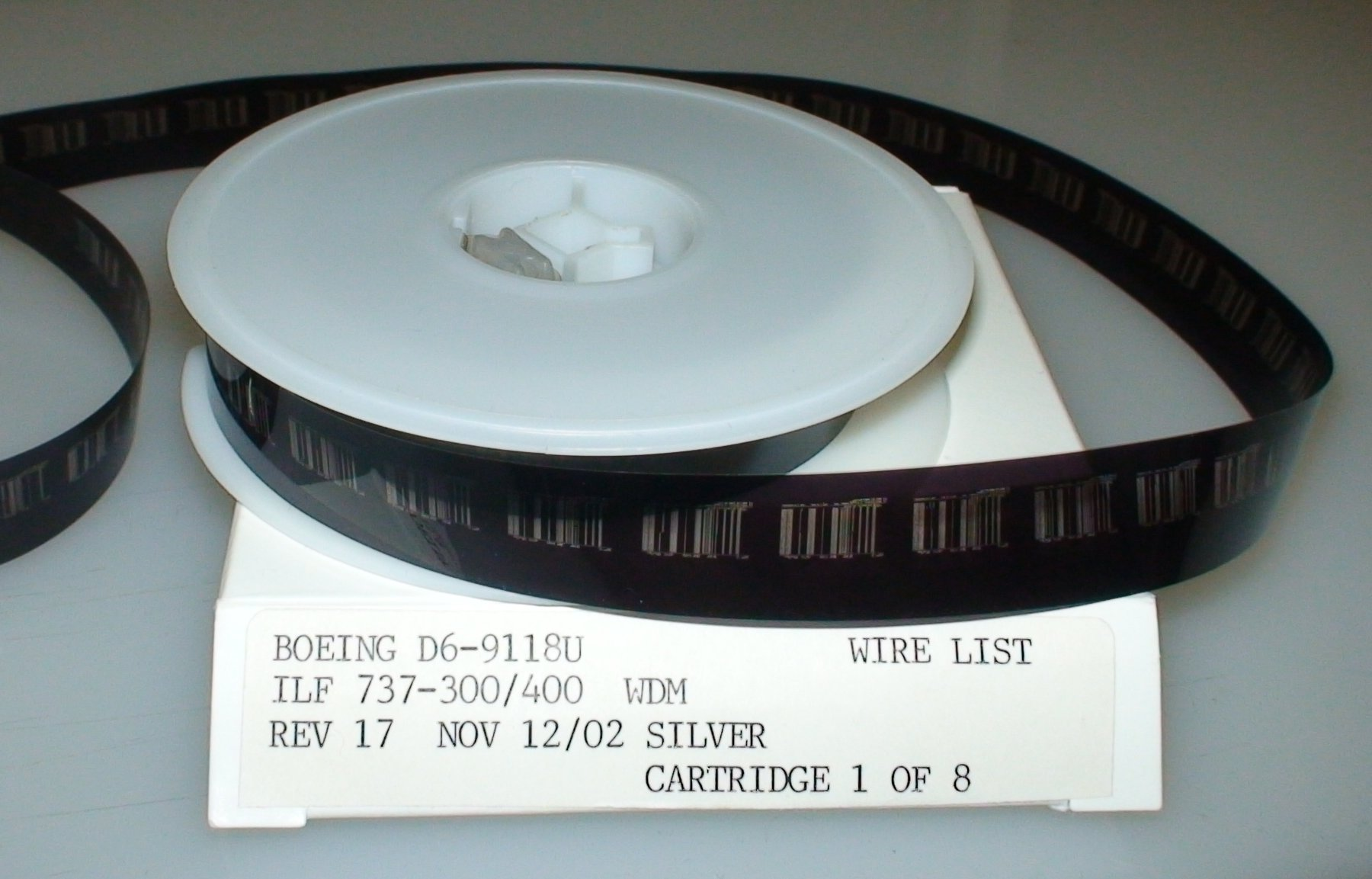
Pozytywowy mikrofilm na szpulce

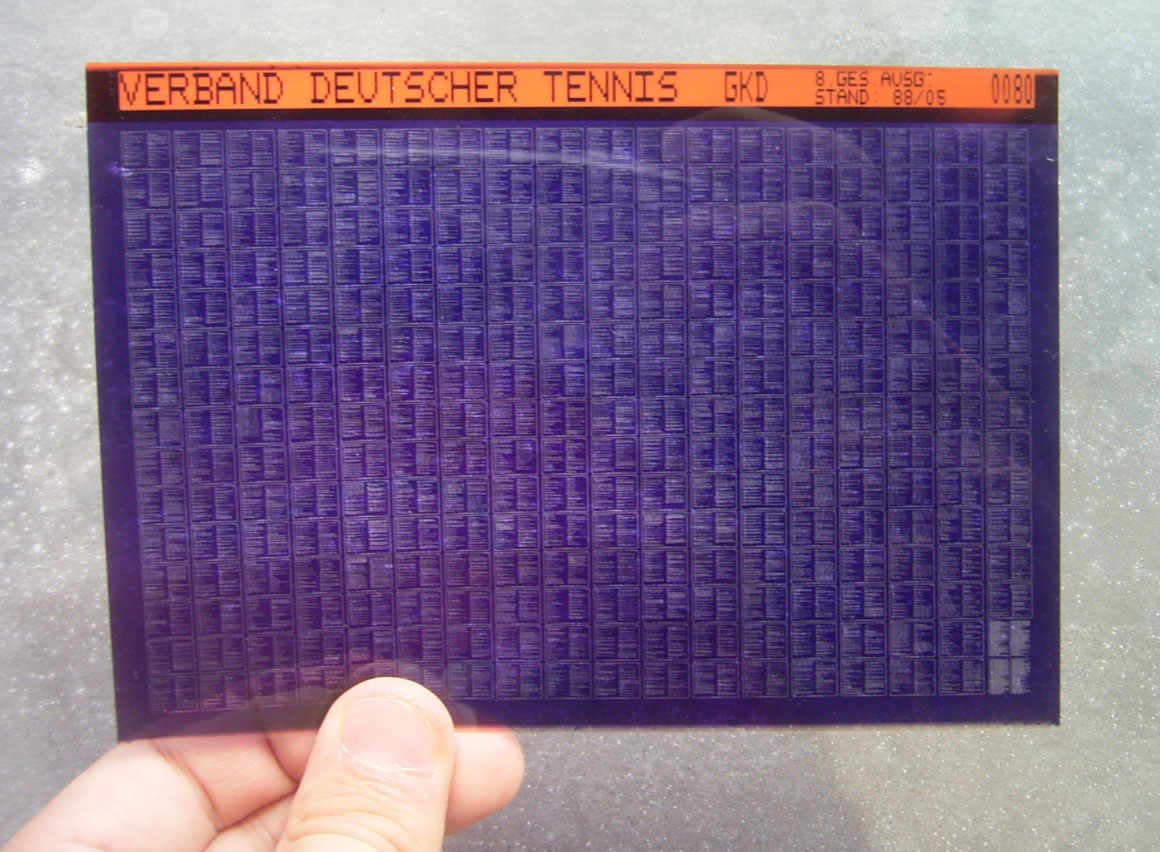
Mikrofisza

Mikrofilm – specjalny rodzaj materiału fotograficznego produkowany z reguły jako błona zwojowa o szerokości 8, 16, 35, 70 i 105 mm, na którym można rejestrować kontrastowe (pozbawione półtonów) dokumenty o charakterze kreskowym, takie jak rysunki, druki tekstowe, schematy, plany itp. w pomniejszeniu do 1:200. Stosuje się również tzw. mikrofisze. Są to błony płaskie, na których ujęcia są rejestrowane równolegle w wielu rzędach.
Mikrofilmy mają z reguły bardzo drobne ziarno materiału światłoczułego, co gwarantuje ich wysoką rozdzielczość i kontrastowość. Jednak efektem tego jest niska czułość filmu.
Mikrofilmy służą do archiwizacji dużej liczby dokumentów, udostępniania kopii cennych oryginałów oraz wygodnego przeglądania dokumentów, które w oryginalnej postaci są wielkimi arkuszami. Wciąż jeszcze powszechnie wykorzystywane są m.in. w dużych bibliotekach, jednak odchodzi się od mikrofilmowania na rzecz digitalizacji zbiorów.